# Ільтяковська сільська рада
Ільтя́ковська сільська рада (рос. Ильтяковский сельский совет) — сільське поселення у складі Шадрінського району Курганської області Росії.
Адміністративний центр — село Ільтяково.
Населення сільського поселення становить 432 особи (2017; 491 у 2010, 743 у 2002).

## Склад
До складу сільського поселення входять:
| Населений пункт    | Населення, осіб (2002) | Населення, осіб (2010) |
| ------------------ | ---------------------- | ---------------------- |
| Ільтяково, село    | 371                    | 234                    |
| Кокоріна, присілок | 121                    | 96                     |
| Огоньок, присілок  | 20                     | 15                     |
| Плоска, присілок   | 144                    | 89                     |
| Пригова, присілок  | 87                     | 57                     |